# Rils-Nunatak
Der Rils-Nunatak ist ein 125 m hoher und 200 m langer Nunatak an der Nordküste der westantarktischen Charcot-Insel. Er ragtzwischen Mount Monique und Mount Martine auf.
Teilnehmer der Fünften Französischen Antarktisexpedition (1908–1910) unter der Leitung des Polarforschers Jean-Baptiste Charcot entdeckten ihn im Januar 1910. Luftaufnahmen entstanden 1947 bei der US-amerikanischen Operation Highjump (1946–1947). Geologen des British Antarctic Survey besuchten ihn 1975. Das UK Antarctic Place-Names Committee benannte ihn 2007 nach dem Akronym des Botanikers Ronald Ian Lewis-Smith (* 1942), der von 1964 bis 2002 für den British Antarctic Survey tätig war und hier im Dezember 1997 eine einzigartige Flora entdeckt hatte.